# 茨曽根村
茨曽根村（いばらそねむら）は、かつて新潟県中蒲原郡にあった村。1955年3月31日の新設合併によって消滅し、現在は新潟市南区の一部となっている。
以下の記述は合併直前当時の旧茨曽根村に関しての記述であり、現在では名称等が異なる場合がある。なお、ここに記述されていない内容に関しては新潟市などの記事を参照。

## 沿革
- 1889年（明治22年）4月1日 - 町村制施行に伴い中蒲原郡茨曽根村、東萱場村、下道潟下新田が合併し、茨曽根村が発足。
- 1955年（昭和30年）3月31日 - 中蒲原郡白根町、新飯田村、庄瀬村、臼井村、大郷村、鷲巻村、根岸村、小林村と合併し、白根町を新設して消滅。

## 経済

### 地主
関根小一郎は茨曽根村の地主で、その妻は衆議院議員田川平三郎の二女である。

## 地域
茨曽根村は、合併した村名を継承する以下の大字で構成される。
茨曽根（いばらそね）

1889年（明治22年）まであった茨曽根村の区域。現在の新潟市南区茨曽根。
東萱場（ひがしかやば）

1889年（明治22年）まであった東萱場村の区域。現在の新潟市南区東萱場。
下道潟下新田（しもどうがたしもしんでん）
江戸時代から1889年（明治22年）まであった新田名。中ノ口川上流右岸に位置する。
地名の由来は、潟湖の道潟を開発したことによるとされる。1889年（明治22年）に茨曽根村の大字となるが、以後の変遷は不明。

## 施設

### 小学校
- 茨曽根村立茨曽根小学校

### 中学校
- 茨曽根村立茨曽根中学校（閉校）

### 宗教
- 永安寺（曹洞宗）[4]